# Плащаниця

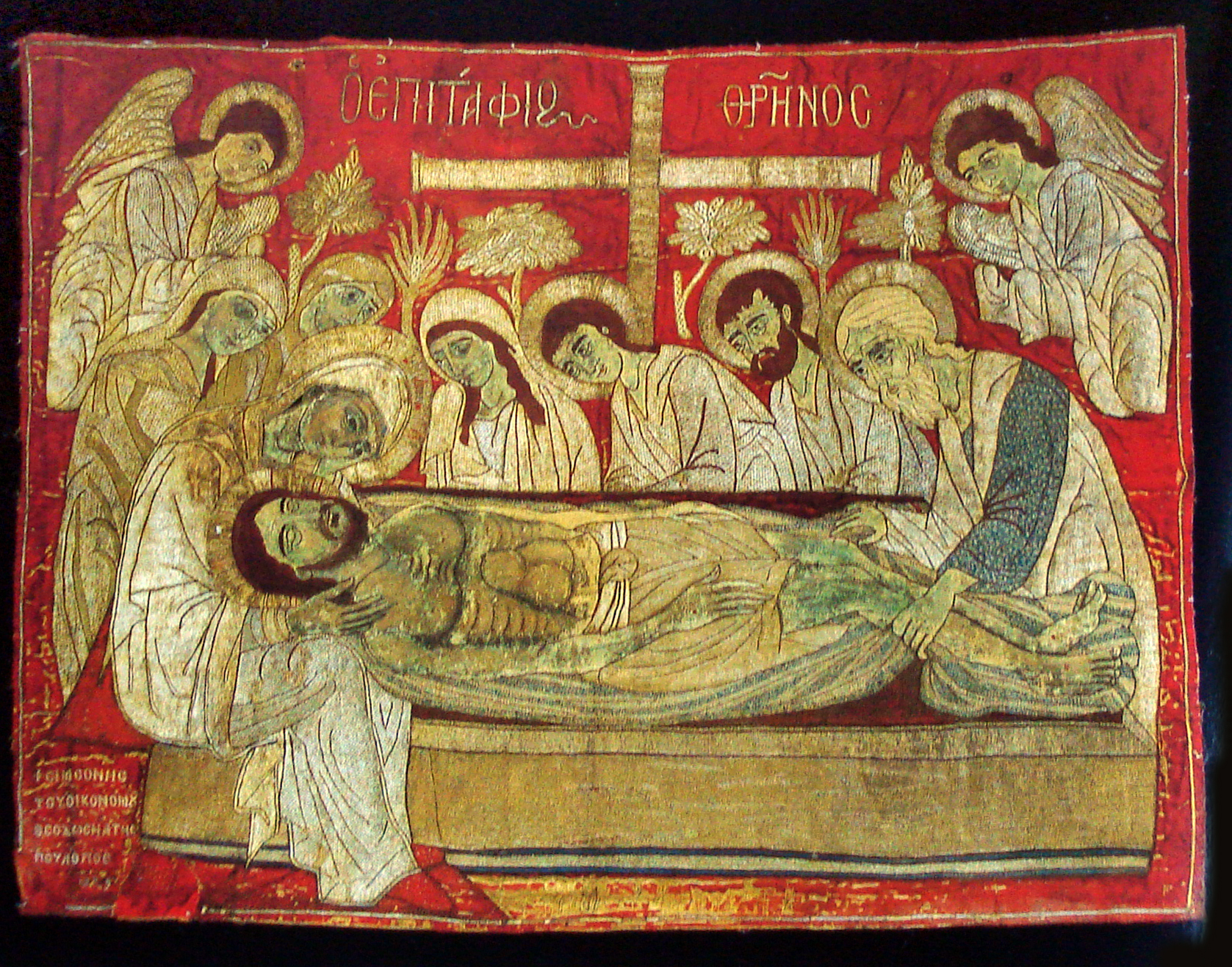
Плащаниця, 1599 (Музей Бенакі)

Плащани́ця (грец. Επιτάφιος) — полотно великого розміру із зображенням Ісуса Христа, що лежить у гробі. У православному обряді плащаниця Ісуса Христа виноситься й виставляється на середину храму під час богослужінь Страсної п'ятниці та Великої суботи, а плащаниця Богородиці — під час богослужіння Успіння.

## Опис
У центральній частині композиції Плащаниці Ісуса Христа, як правило, розташована ікона «Покладення до гробу» — повністю або частково (тільки тіло Христа). Ця ікона описує євангельську сцену погребіння Ісуса Христа. Таємний ученик Ісуса Йосип Ариматейський попросив римського намісника Понтія Пилата віддати тіло Ісуса для погребіння. Зняте з хреста, воно було обвите плащаницею, змащеною ароматичними маслами. Потім тіло Ісуса поклали у гріб, висічений у скелі, де до того іще нікого не ховали. Після того завалили каменем двері гробу. Марія Магдалина та Марія Йосипова дивились, де Його поклали.
Іконографія «Покладення до труни» містить у собі гріб з тілом Христа, Богородицю, що припала до гробу, Івана Богослова, таємних учнів Христа- Йосипа Ариматейского та Никодима, жінок-мироносиць.
По периметру плата звичайно робиться золотий шитий напис чи напис золотом: «Благообразний Йосип з древа снем пречистое Твое тело, плащаницею чистою обвив, и благоуханьми во гробе нове закрив положи». Цей текст є частиною тропаря Йосипу Ариматейскому та повністю виглядає так: «Благообразний Йосип з древа снем пречистое Твое тело, плащаницею чистою обвив, и благоуханьми во гробе нове закрив положи но тридневен воскресл еси Господи, подаяй мирови велию милость».

## Художнє значення
Вивчення та дослідження плащаниць дає відомості про іконографічні та художні особливості тієї чи іншої епохи.

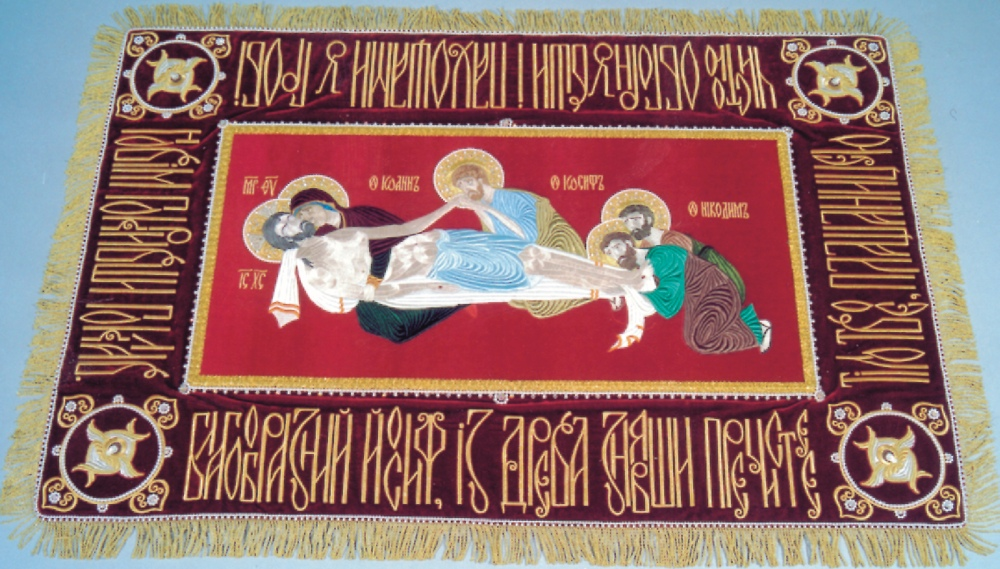
Плащаниця Ісуса Христа. 2000 р. автор: Олег Блажко. Київ. Свято-Михайлівський Золотоверхий чоловічий монастир.
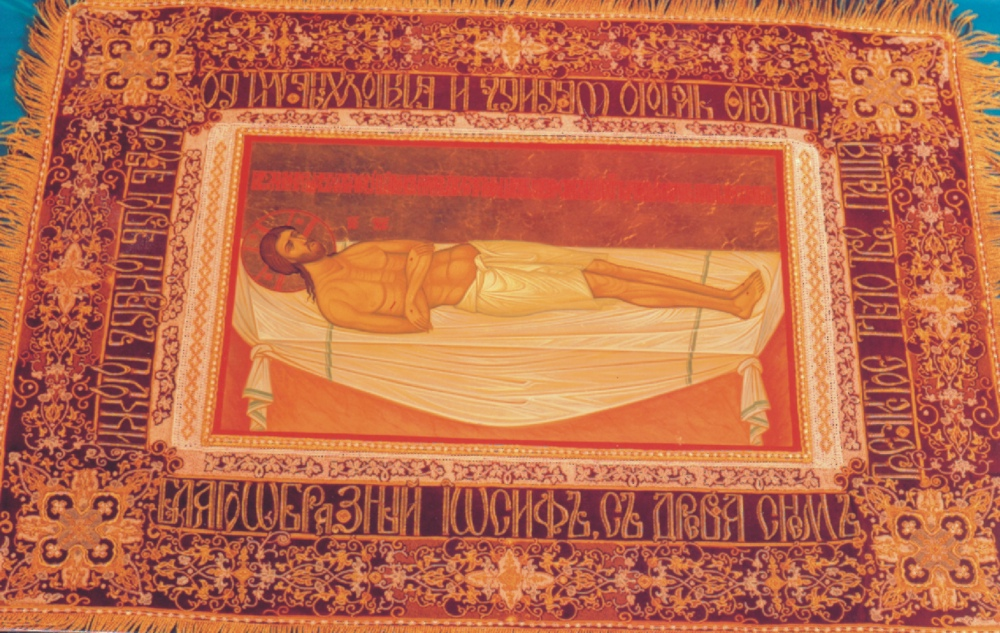
Плащаниця Ісуса Христа. 1990 р. автор: Олег Блажко. Криворізький Спасо-Преображенський кафедральний собор.